# Nederlands kampioenschap dammen 1922
Het Nederlands kampioenschap dammen van 1922 telde zeven deelnemers. Johan Vos behaalde zijn eerste titel. De tweede plaats ging naar A.K.W. Damme.

## Resultaten
| Plaats |                  | 1 | 2 | 3 | 4 | 5 | 6 | 7 | AW | Wi | Re | Ve | Pnt | SB |
| ------ | ---------------- | - | - | - | - | - | - | - | -- | -- | -- | -- | --- | -- |
| 1      | Johan Vos        |   | 2 | 1 | 2 | 2 | 1 | 1 | 6  | 3  | 3  | 0  | 9   | 51 |
| 2      | Arnold Damme     | 0 |   | 2 | 1 | 2 | 1 | 2 | 6  | 3  | 2  | 1  | 8   | 40 |
| 3      | Herman de Jongh  | 1 | 0 |   | 2 | 1 | 1 | 2 | 6  | 2  | 3  | 1  | 7   | 35 |
| 4      | I. Milikowski    | 0 | 1 | 0 |   | 2 | 2 | 0 | 6  | 2  | 1  | 3  | 5   | 28 |
|        | J. Noome Mzn     | 0 | 0 | 1 | 0 |   | 2 | 2 | 6  | 2  | 1  | 3  | 5   | 23 |
|        | I.J. de Jong     | 1 | 1 | 1 | 0 | 0 |   | 2 | 6  | 1  | 3  | 2  | 5   | 30 |
| 7      | C.J. Lochtenberg | 1 | 0 | 0 | 2 | 0 | 0 |   | 6  | 1  | 1  | 4  | 3   | 19 |

1902 · 
1904 · 
1908 · 
1911 · 
1913 · 
1916 · 
1919 · 
1920 · 
1921 · 
1922 · 
1923 · 
1924 · 
1925 · 
1926 · 
1927 · 
1929 · 
1930 · 
1931 · 
1932 · 
1933 · 
1934 · 
1935 · 
1936 · 
1937 · 
1938 · 
1939 ·
1940 · 
1941 · 
1942 · 
1943 · 
1944 · 
1946 · 
1948 · 
1949 ·
1950 · 
1951 · 
1952 · 
1953 · 
1954 · 
1955 · 
1956 · 
1957 · 
1958 · 
1959 · 
1960 · 
1961 · 
1962 · 
1963 · 
1964 · 
1965 · 
1966 · 
1967 · 
1968 · 
1969 · 
1970 · 
1971 · 
1972 · 
1973 · 
1974 · 
1975 · 
1976 · 
1977 · 
1978 · 
1979 · 
1980 · 
1981 · 
1982 · 
1983 · 
1984 · 
1985 · 
1986 · 
1987 · 
1988 · 
1989 · 
1990 · 
1991 · 
1992 · 
1993 · 
1994 · 
1995 · 
1996 · 
1997 · 
1998 · 
1999 · 
2000 · 
2001 · 
2002 · 
2003 · 
2004 · 
2005 · 
2006 · 
2007 · 
2008 · 
2009 · 
2010 · 
2011 · 
2012 · 
2013 · 
2014 · 
2015 · 
2016 · 
2017 · 
2018 · 
2019 · 
2020 · 
2021 · 
2022 · 
2023